# Stenhelia bifidia
Stenhelia bifidia är en kräftdjursart som beskrevs av Coull 1976. Stenhelia bifidia ingår i släktet Stenhelia och familjen Diosaccidae. Inga underarter finns listade i Catalogue of Life.